# أنغاراد جيمس
أنغاراد جيمس (بالإنجليزية: Angharad James)‏ هي لاعبة كرة قدم بريطانية، ولدت في 1 يونيو 1994 في هافرفوردويست ‏ في المملكة المتحدة. شاركت مع منتخب ويلز لكرة القدم للسيدات. أما مع النوادي، فقد لعبت مع نادي أرسنال للسيدات.

## وصلات خارجية
- أنغاراد جيمس على موقع الاتحاد الأوربي (الإنجليزية)
- أنغاراد جيمس على موقع قاعدة بيانات كرة القدم.إي يو (الإنجليزية)
- أنغاراد جيمس على موقع Soccerway.com (الإنجليزية)